# Granatnik M320
Granatnik M320 – (znany także jako HK GLM) niemiecki granatnik produkowany przez firmę Heckler & Koch. Powoli zastępuje szeroko używany granatnik podwieszany M203. W przeciwieństwie do poprzednika może być nie tylko podwieszony pod lufę karabinków M16 lub M4, lecz również używany samodzielnie.